# Classics IV
Classics IV was een Amerikaanse popband, geformeerd in Jacksonville in 1965 door Dennis Yost en staat vooral bekend om de hits Spooky, Stormy en Traces, die van 1967 tot 1969 werden uitgebracht en die inmiddels coverstandards zijn geworden.

## Bezetting
- Dennis Yost (zang)
- James R. Cobb (gitaar) (vervangen in 1968 door Aubrun Burrell)
- Wally Eaton (gitaar)
- Joseph Wilson (bas) (vervangen in 1968 door Dean Daughtry)
- Kim Venable (drums)

## Carrière

### 1965-1966: Vroege dagen
De band begon als The Classics, een coverband uit Jacksonville, bestaande uit gitarist J.R. Cobb, bassist Walter Eaton, toetsenist Joe Wilson, saxofonist Greg Carroll en drummer Dennis Yost, die eerder lid was van The Echoes. De naam The Classics kwam van het klassieke drumstel dat Yost bezat. Hij stond in de regio Georgia/Florida bekend als de 'stand-up drummer' omdat hij staand speelde. The Classics speelden covers van The Ventures, evenals instrumentale versies van Misty en Summertime.
De band werd ontdekt tijdens een optreden in Daytona Beach door talentagent Alan Diggs, die de bandmanager werd in samenwerking met Paul Cochran en later Buddy Buie. Het paar had een alliantie gevormd met manager/uitgever Bill Lowery en drong er bij de band op aan om naar Atlanta te verhuizen. Met de hulp van Lowery wisten ze de band snel een singlesdeal te bezorgen bij Capitol Records. De debuutsingle van The Classics was Pollyanna, een lied geschreven door Lowery-klant Joe South en gezongen in een stijl die leek op die van The Four Seasons. Kort daarna ontvingen ze een brief met de mededeling dat er al een opnameact was met de naam The Classics, die de single Till Then had uitgebracht. In een poging om zich te onderscheiden, voegden Yost en zijn bedrijf 'IV' toe aan de naam omdat er (op dat moment) vier leden waren.

### 1966-1970: Succes
The Classics IV voerden Pollyanna uit in de tv-show Where the Action Is! van Dick Clark en werd een regionale hit. Maar toen de WABC (AM)-radio in New York het begon te spelen, kregen ze een telefoontje van de manager van The Four Seasons, waarin ze eisten dat ze de uitzending van Pollyanna stopzetten, anders zouden ze niet langer exclusieve aanbiedingen krijgen voor toekomstige Four Seasons-opnamen, naast andere negatieve maatregelen. De band sloot een deal met Imperial Records. Gitaristen Cobb en Buie voegden teksten toe aan de jazzinstrumental Spooky, een regionale hit uit 1966 voor saxofonist Mike Sharpe uit Atlanta. De single bereikte nummer 3 in de Billboard Hot 100 in februari 1968 in de Verenigde Staten en nummer 46 in het Verenigd Koninkrijk.
Drummer Kim Venable werd binnengehaald zodat Yost zich vrij als frontman kon bewegen (drummer Dennis St. John en bassist Emory Gordy waren de muzikanten op hun studio-opnamen). Wilson verliet de band en werd vervangen door Candymen-lid Dean Daughtry. De band veranderde haar naam in The Classics IV met Dennis Yost en had nog de twee top-10 hits Stormy (1968, Hot 100 #5) en Traces (1969, Hot 100 #2, Easy Listening #2), waaraan Emory Gordy ook meeschreef. Cobb en Buie ontleenden veel van Every Day with Jesus uit 1936 van Robert C. en Wendell P. Loveless om de opvolgende top 20-hit Every Day with You Girl (1969, Hot 100 #19, Easy Listening #12) te schrijven.
Spooky, Stormy en Traces verkochten elk meer dan een miljoen exemplaren, die allemaal werden bekroond met gouden schijven door de RIAA. Die drie hits plus Every Day With You Girl verschenen ook in de film The Chicken Chronicles uit 1977.
In 1970 vormden Cobb, Buie en Daughtry samen met Candymen-drummer Robert Nix wat Atlanta Rhythm Section zou worden. De eerste twee bleven echter actief als schrijvers en producenten voor de band. Nadat hij hersteld was van een auto-ongeluk in mei 1969, verliet Eaton de band en werd later een elektronica-expert bij Unisys.

### 1970-1975: Latere jaren
Met Yost als het overgebleven oorspronkelijke lid, veranderde de band haar naam weer in Dennis Yost & the Classics IV. Nadat Imperial werd opgenomen bij United Artists Records, tekende de band bij MGM South. In 1971, na te hebben gewerkt voor de Lowery-artiesten Tommy Roe en The Swingin' Medallions, werd Michael Huey de drummer. Tijdens deze periode werd Huey ook de stafdrummer van de Lowery Studios en verhuisde later naar Los Angeles.
Hun daaropvolgende publicaties waren minder succesvol, ondanks hun laatste top 40-hit What Am I Crying For?, die in 1972 piekte op nummer 39. Tegen die tijd eindigde de samenwerking tussen Cochran en Buie. Na het uitbrengen van My First Day Without Her in 1975, ontbond Yost de band en keerde terug naar Florida.

### 1975-2001: Na Classics IV
In 1977 keerde Yost terug naar het circuit van Holiday Inn, dit keer alleen onder zijn eigen naam of The Classic One. Tegen die tijd verloor hij de rechten op de naam Classics IV. In datzelfde jaar kreeg Eaton in 1977 een baan bij het computersysteem van Jacksonville en werkte later voor het stadhuis. Hij is momenteel professor aan het Florida Community College. Van medio jaren 1970 tot het begin van de jaren 1980 scoorde de Atlanta Rhythm Section de Top 40-hits Doraville, So in to You, Imaginary Lover, I'm Not Gonna Let It Bother Me Tonight, Do It or Die en hun vertolking van Spooky.
In de jaren 1990 gebruikte hij veel achtergrondbands, met Steve 'Stevie G' Guettler (gitaar, zang), Jeff 'JT' Strickler (basgitaar, zang), Steve Farrell (gitaar, zang), Mike Wilson (keyboards, zang) en Wes Armstrong (drums, zang) van de in Atlanta gevestigde band The Rockerz. Hij gebruikte ook de in Nashville gevestigde band Steve Jarrell & The Sons of the Beach, evenals The Hitts uit Virginia Beach, Virginia, met Ed Hutchison (gitaar, achtergrondzang), Ramon Gonzalez (keyboards, achtergrondzang), Andy Crosswell ( drums) en David Voss.
In 1993 werd Classics IV opgenomen in de Georgia Music Hall of Fame.

### 2001-2006: Nieuwe formatie
In 2001 onderging Yost een succesvolle keeloperatie voor een aandoening die zijn zangstem ernstig had aangetast. Later begon hij te toeren onder de naam Classics IV, waarmee hij de rechten op de naam verwierf.

### 2006-2008: Overlijden van Yost
Op 11 juli 2006 viel Yost van een trap en liep ernstig hersentrauma op. Om Yost en zijn vrouw te helpen met hun medische rekeningen, werd op 25 maart 2007 een benefietconcert gehouden in Rhino's Live in Cincinnati, Ohio. De kosten waren echter veel hoger dan het ingezamelde geld, waardoor het evenement in het rood stond.
Na het ongeval werd Tom Garrett door Yost gekozen om hem te vervangen als leadzanger voor de Classics IV. Het plan was dat Yost een paar jaarlijkse speciale optredens zou maken en Garrett geleidelijk de leider van de band zou laten worden. Yost kon in 2008 echter slechts één keer met hen optreden.
Yost overleed op 7 december 2008, de 40e verjaardag van de entree van Stormy in de top 10 van de Hot 100.

### 2008-heden
De huidige bezetting van Classics IV bestaat uit Garrett als leadzanger, Kevin Lloyd op bas, James Yoder op keyboards, Paul Weddle op saxofoon, John Kerner op gitaar en Shawn White op drums. Tot op de dag van vandaag toert de groep regelmatig.

## Overlijden
Dennis Yost overleed op 7 december 2008 op 65-jarige leeftijd aan respiratoire insufficiëntie. Drummer Kim Venable overleed in juni 2016 op 72-jarige leeftijd.

## Discografie
- 1968: Spooky
- 1968: Stormy
- 1969: Traces
- 1969: Everyday With You, Girl
- 1972: What Am I Crying For?